# Мужская сборная Тайваня по хоккею на траве
Мужская сборная Тайваня по хоккею на траве — мужская сборная по хоккею на траве, представляющая Тайвань на международной арене. Управляющим органом сборной выступает Ассоциация хоккея на траве Тайваня (англ. Chinese Taipei Hockey Association).
Сборная занимает (по состоянию на 6 июля 2015) 42-е место в рейтинге Международной федерации хоккея на траве (FIH).

## Результаты выступлений

### Азиатские игры
- 1958—2002 — не участвовали
- 2006 — 8-е место
- 2010—2014 — не участвовали

### Чемпионат Азии
- 1982—2009 — не участвовали
- 2013 — 8-е место